# Amauronematus cornutus
Amauronematus cornutus är en stekelart som beskrevs av Lindqvist 1962. Amauronematus cornutus ingår i släktet Amauronematus, och familjen bladsteklar. Arten är reproducerande i Sverige.